# Leandro Bolmaro
Leandro Nicolás Bolmaro (Las Varillas, Córdoba, Argentina, 11 de setembre de 2000) és un jugador de bàsquet argentí amb passaport italià que juga com a escorta als Utah Jazz a l'NBA. Durant el draft de l'NBA de 2020, va ser seleccionat pels New York Knicks en la vint-i-tresena posició, tot i que els seus drets posteriorment van ser traspassats als Minnesota Timberwolves.

## Trajectòria

### Bahía Basket
Va arribar al Bahía Basket l'any 2017 per disputar la Lliga de Desenvolupament de l'LNB. L'any 2018 el cordovès va integrar el combinat internacional que va jugar contra un seleccionat juvenil dels Estats Units, en el marc de l'edició 21 del Nike Hoops Summit que es va jugar al Moda Center de Portland, Oregon, on són locals els Blazers.

### FC Barcelona
El 6 d'agost de 2018 es va confirmar la seva arribada al FC Barcelona amb la intenció que s'integrés en l'equip júnior del club blaugrana, encara que va jugar la major part de la temporada en el Barça B de la Lliga LEB Or. Després de la greu lesió de Thomas Heurtel i les diverses baixes produïdes en la posició de base a principis de la temporada 2019-20, Bolmaro va entrar de ple en les rotacions del primer equip. L'agost de 2020 va renovar el seu contracte per tres temporades, passant a ser jugador del primer equip amb caràcter general.
El 18 de novembre de 2020, Bolmaro va ser seleccionat en la vint-i-tresena posició del draft de l'NBA de 2020 pels New York Knicks, equip que posteriorment el va traspassar als Minnesota Timberwolves. Bolmaro es va convertir en el jugador triat en la millor posició per a un argentí en la història de l'NBA, i el segon a ser escollit en la primera ronda després de Carlos Delfino en l'elecció de l'any 2003. Malgrat l'elecció, l'endemà va confirmar que es quedava al Futbol Club Barcelona.
El febrer de 2021, va aconseguir el seu primer títol amb el FC Barcelona en guanyar la Copa del Rei. Aquesta temporada 2020-21 va arribar amb el Barça també a la final de l'Eurolliga (derrota contra l'Efes Pilsen), i va guanyar la seva primera Lliga ACB amb els blaugrana.

## Palmarès

### FC Barcelona
- Copa del Rei (1): 2021
- Lliga ACB (1): 2021.